# Anti-Monopolgesetz
Das Anti-Monopolgesetz (jap. 独占禁止法, dokusen kinshi hō, eigentlich: 私的独占の禁止及び公正取引の確保に関する法律, shiteki dokusen no kinshi oyobi kōsei torihiki no kakuho ni kan suru hōritsu, dt. „Gesetz über das Verbot von privaten Monopolen und der Sicherstellung von lauterem Handel“) ist ein japanisches Gesetz, das Fragen des Kartellrechts regelt. 
Es ist ein Erbe der alliierten Besatzungszeit in Japan. Es wurde auf Grund des Drucks der Amerikaner in Japan erlassen und trat im Jahr 1947 in Kraft. Die Zaibatsu, die großen japanischen Industriekonglomerate, galten als eine Säule des japanischen Imperialismus, und das Gesetz sollte zur Zerschlagung der großen Holdings dienen.
Zu Beginn wurde es rigoros eingehalten und streng durchgeführt, was sich jedoch in zwei Schritten, in den Jahren 1949 und 1953 wieder lockerte.
Aufgrund eines Protestes der Öffentlichkeit gegen inländische Preiskartelle, in Zusammenhang mit der ersten Ölkrise, wurde das Gesetz 1977 wieder verschärft. Die bisher letzte Änderung erfolgte 1997 und führte wieder zu weitgehender Lockerung des Holding-Verbots.

## Zentrale Regulierung durch Anti-Monopolgesetz
- Verbot privater Monopolisierung und unlauterer Handelsbeschränkungen; siehe: Kartelle
- Kontrolle wettbewerbsbeschränkender Unternehmensverbindungen
- Verbot von Holding-Gesellschaften, Begrenzungen des Anteilbesitzes von Banken und Versicherungsunternehmen an Nicht-Finanzunternehmen in Höhe von 5 % bzw. 10 %; Anteilsbesitz großer Nichtfinanzunternehmen darf nicht den Wert des Eigenkapitals bzw. Nettovermögens überschreiten
- Verbot unfairer Geschäftspraktiken wie Preisbindung oder Missbrauch beherrschender Marktstellungen

## Fair-Trade-Kommission
Die Fair-Trade-Kommission (公正取引委員会, kōsei torihiki iinkai) des MITI war zuständig für die Anwendung der Gesetze. Organisationsrechtlich war sie dem Amt des Premierministers zugeordnet; jedoch unabhängig in Entscheidungen und nur durch Gerichte kontrolliert.
Fünf Mitglieder, berufen vom Premierminister unter Zustimmung beider Häuser des Parlaments, mit fünfjähriger Amtsperiode; Verlängerung nur bis zum Pensionsalter (70) möglich. Es gibt derzeit 520 Mitarbeiter in landesweiten Geschäftsstellen, die die Arbeit der Kommission unterstützen.